# Mario Ferrero (regista)
Mario Ferrero (Firenze, 25 maggio 1922 – Vicchio, 9 settembre 2012) è stato un regista italiano. Di formazione teatrale, ha lavorato dalla fine degli anni quaranta agli anni ottanta in teatro e televisione. Dal 1979 al 2012, anno della sua morte, ha insegnato recitazione all'Accademia nazionale d'arte drammatica "Silvio D'Amico". Tra teatro, radiofonia, televisione e lirica, ha curato la regia di 200 spettacoli.

## Biografia
Nasce nel 1922 a Firenze, dove si laureò in Giurisprudenza nel giugno 1945.
Nella sua formazione contò molto la figura dello zio materno Ernesto Rossi. 
Entrò all'Accademia d'arte drammatica "Silvio D'Amico" di Roma nel novembre 1946 come allievo regista, e si diplomò, nel 1950, con La guerra di Troia non si farà di Giraudoux, al Teatro Quirino di Roma. Debuttò come regista già nel dicembre dello stesso anno con Cocktail Party di T. S. Eliot, e la compagnia Renzo Ricci (Eva Magni, Lia Zoppelli, Gino Bianchi e Mercedes Brignone). Da gennaio a marzo del 1951 grazie a una borsa di studio vive a Londra, dove ebbe un incontro privato con T. S. Eliot. 
Fu assistente di Orazio Costa dal 1948 al 1953. 
Curò la regia della prima commedia, Candida di George Bernard Shaw, e del primo originale televisivo Rai Domenica d'un fidanzato di Ugo Buzzolan, andati in onda nel gennaio del 1954, il primo mese di programmazione dell'ente televisivo di stato. Tra i molti lavori televisivi, si menzionano la miniserie Le sorelle Materassi, la serie Il Commissario De Vincenzi.
Per le Olimpiadi di Roma, nel 1960 a Ostia Antica curò la regia di Giulio Cesare, con Ivo Garrani e Luigi Vannucchi.
Ebbe anche una brevissima esperienza come attore apparendo nel film del 1975 La donna della domenica di Luigi Comencini, nella parte del marito della protagonista femminile.
Insegnò recitazione presso l'Accademia nazionale d'arte drammatica "Silvio d'Amico" di Roma dal 1979 al 2012.
Nel 1996 fu nominato Grande Ufficiale dell'Ordine al merito della Repubblica Italiana.

## Teatro
- La guerra di Troia non si farà di Jean Giraudoux, regia di Mario Ferrero, Teatro Teatro Quirino di Roma – saggio dell’Accademia, 13 giugno 1950.
- Cocktail party di Thomas Stearns Eliot, e la compagnia Renzo Ricci (Eva Magni, Lia Zoppelli, Gino Bianchi e Mercedes Brignone) (dicembre 1950)
- Intermezzo di Jean Giraudoux, co-regia con Orazio Costa, con la compagnia del Piccolo Teatro di Roma, nata nel dicembre 1948 al Teatrino di via Vittoria, con Antonio Crast, Evi Maltagliati, Tino Buazzelli, Rossella Falk, Gianrico Tedeschi, Nino Manfredi, Giancarlo Sbragia, Paolo Panelli, Bice Valori, Giorgio De Lullo, Anna Proclemer e come ospiti Renzo Ricci, Salvo Randone e Antonio Pierfederici (marzo 1951)
- Scontro nella notte di Clifford Odets, con Tino Buazzelli, Nino Manfredi, Paolo Panelli e Anna Proclemer (aprile 1951)
- Cugini stranieri di Turi Vasile, coregia con Orazio Costa, con la compagnia del Piccolo Teatro di Roma (maggio 1951)
- Agamennone di Vittorio Alfieri, assistente di Orazio Costa (giugno 1951)
- Le colonne della società di Henrik Ibsen, assistente di Orazio Costa (novembre 1951)
- Amore dei quattro colonnelli di Peter Ustinov, con la compagnia del Piccolo Teatro di Roma (novembre 1951)
- Captain Carvallo di Denis Cannan, con la compagnia Pagnani (dicembre 1951)
- Don Giovanni di Wolfgang Amadeus Mozart, assistente di Orazio Costa, Teatro comunale di Firenze (gennaio 1952)
- Così è se vi pare di Luigi Pirandello, assistente di Orazio Costa (febbraio 1952)
- Il ballo del tenente Helt di Gabriel Arout, con la compagnia del Piccolo Teatro (marzo 1952)
- Vento notturno di Ugo Betti, assistente di Orazio Costa (aprile 1952)
- Agamennone di Eschilo, assistente di Orazio Costa (agosto 1952)
- I dialoghi delle carmelitane di Georges Bernanos, assistente di Orazio Costa (settembre 1952)
- Madame Colibrì di Henry Bataille, con la compagnia di Elsa Merlini (ottobre 1952)
- Ami-ami di Pierre Barillet e J. P. Grédy, con la compagnia Elsa Merlini (novembre 1952)
- Macbeth di William Shakespeare, assistente di Orazio Costa (febbraio 1953)
- L'aiuola bruciata di Ugo Betti, assistente di Orazio Costa (settembre 1953)
- L'allodola di Jean Anouilh, con Memo Benassi, Lilla Brignone, Gianni Santuccio, Enrico Maria Salerno, Glauco Mauri (novembre 1953)
- Una donna dal cuore troppo piccolo di Fernand Crommelynck, con la compagnia dei Giovani, Giorgio De Lullo, Romolo Valli, Rossella Falk, Anna Maria Guarnieri e Elsa Albani, Teatro Manzoni di Milano, 16 febbraio 1955.
- Il mercante di Venezia di William Shakespeare, Teatro romano di Verona, 22 agosto 1955.
- L'importanza di esser Franco di Oscar Wilde, con Ernesto Calindri, Franco Volpi, Lia Zoppelli, Lauretta Masiero (settembre 1955)
- I mariti di Torelli, con il Teatro Stabile di Genova, con Valeria Valeri, Enrico Maria Salerno, Gastone Moschin, Warner Bentivegna, Mercedes Brignone ed Enrica Corti (ottobre 1955)
- Ondina di Jean Giraudoux, con il Teatro Stabile di Genova (gennaio 1956)
- Ivanov di Anton Čechov, con il Teatro Stabile di Genova (febbraio 1956)
- L'Angelo di Caino di Luigi Santucci, con Gian Maria Volonté (agosto 1956)
- La professione della Signora Warren di George Bernard Shaw, con Olga Villi e Gabriele Ferzetti (novembre 1956)
- Gli innamorati di Carlo Goldoni, con la compagnia dei Giovani, Giorgio De Lullo, Romolo Valli, Rossella Falk, Anna Maria Guarnieri e Elsa Albani (giugno 1957)
- Spiritismo nell'antica casa di Ugo Betti, con la compagnia dei Giovani, Giorgio De Lullo, Romolo Valli, Rossella Falk, Anna Maria Guarnieri e Elsa Albani (giugno 1957)
- Ifigenia in Tauride di Euripide, co-regia con Orazio Costa (agosto 1957)
- L'ostaggio di Paul Claudel, con Gianni Santuccio, Lilla Brignone (ottobre 1957)
- Bello di papà di Giuseppe Marotta, con Nino Taranto (novembre 1957)
- La commedia degli equivoci di William Shakespeare, con Franco Parenti, Antonio Pierfederici, Edda Albertini, A. Mastrantoni (luglio 1958)
- Spettri di Henrik Ibsen, con Anna Proclemer e Giorgio Albertazzi (gennaio 1959)
- Sogno di una notte di mezza estate di William Shakespeare, con Rossella Falk, Anna Maria Guarnieri, Umberto Orsini, Luca Ronconi, Osvaldo Ruggieri, Vittorio Congia, Filippo Scelzo, Glauco Mauri, Franco Graziosi, Gino Pernice (luglio 1959)
- Il gabbiano di Anton Čechov, con Andreina Pagnani, Gianni Santuccio, Valeria Moriconi, Giuliana Lojodice, Giulio Bosetti (gennaio 1960)
- Picnic di William Inge, con Ilaria Occhini e Osvaldo Ruggieri, Teatro Mercadante di Napoli, 11 febbraio 1960.
- Giulio Cesare di W. Shakespeare, con Ivo Garrani, Luigi Vannucchi, Vittorio Congia per le Olimpiadi di Roma (agosto 1960)
- Becket e il suo re di Jean Anouilh, con Gino Cervi e Massimo Girotti, Teatro comunale di Modena, 19 novembre 1960.
- La figlia di Jorio di Gabriele D'Annunzio, con Anna Miserocchi, Luigi Vannucchi, C. Hinterman (agosto 1961)
- Il castello in Svezia di Françoise Sagan, compagnia Fantoni-Occhini-Vannucchi (1961)
- Il giardino dei ciliegi di Anton Čechov, compagnia Pagnani (novembre 1961)
- Quaderno proibito di Alba de Céspedes, compagnia Pagnani (dicembre 1961)
- Acque turbate di Ugo Betti, con Sergio Fantoni, Valentina Fortunato (gennaio 1962)
- Santa Giovanna di George Bernard Shaw, con Anna Proclemer, Giorgio Albertazzi (luglio 1962)
- Otto donne di Robert Thomas, Teatro Municipale di Reggio Emilia, 9 ottobre 1962.
- La fidanzata del bersagliere di Edoardo Anton, con Ornella Vanoni (febbraio 1963)
- Andromaca di Euripide (maggio 1963), Teatro greco di Siracusa (agosto 1964)
- Riunione di famiglia di T. S. Eliot, San Miniato, 25 agosto 1964.
- Così è se vi pare di Luigi Pirandello, con Rina Morelli e Paolo Stoppa (febbraio 1965)
- Androclo e il leone di George Bernard Shaw, con Gianrico Tedeschi, Vittorio Congia, Ave Ninchi (luglio 1965)
- Ma non è una cosa seria di Luigi Pirandello, con Lauretta Masiero, Alberto Lupo, Teatro delle Arti di Roma, 22 dicembre 1965.
- Candida di George Bernard Shaw, con Aroldo Tieri, Laura Adani (febbraio 1966)
- Antigone di Sofocle, con Aroldo Tieri, Giuliana Lojodice, Edmonda Aldini, Annibale Ninchi (maggio 1966)
- Ruy Blas di Victor Hugo, con Warner Bentivegna, Lea Padovani, Arnoldo Foà, Teatro Olimpico di Teatro Olimpico di Vicenza, 23 settembre 1966.
- Yerma di Federico García Lorca (ottobre 1967)
- Uscirò dalla tua vita in taxi di Keith Waterhouse e Willis Hall, con Aroldo Tieri, Giuliana Lojodice, Renzo Palmer, Marina Malfatti (dicembre 1967)
- Le allegre comari di Windsor di William Shakespeare, Giardini di Palazzo Reale di Torino, 20 luglio 1968.
- Cocktail party di Thomas Stearns Eliot, con Lilla Brignone, Gianni Santuccio, Nando Gazzolo, Ileana Ghione (febbraio 1969)
- Anfitrione di Plauto, Teatro romano di Trieste, 1º luglio 1969.
- Sinceramente bugiardi di Alan Ayckbourn, Teatro Bonci di Cesena, 31 dicembre 1969.
- Monsieur Jean di Roger Vailland, Aroldo Tieri, Giuliana Lojodice (ottobre 1970)
- Gallina vecchia di Augusto Novelli, con Sarah Ferrati (novembre 1970)
- Ogni mercoledì di Muriel Resmik, con Gino Cervi, Andreina Pagnani, Sanremo, 24 dicembre 1970.
- Non si può mai sapere di André Roussin, con Alberto Lupo, Olga Villi (ottobre 1971)
- La Signora Morli Una e due di Luigi Pirandello, con Lauretta Masiero, Paolo Ferrari (ottobre 1972)
- La vita che ti diedi di Luigi Pirandello, con Sarah Ferrati, Edmonda Aldini, Regina Bianchi, Dina sassoli, Enrico Ostermann (1973)
- Lazzaro di Luigi Pirandello, con Lilla Brignone, Nando Gazzolo, Vittoriale di Gardone, 13 luglio 1974.
- Pensaci Giacomino di Luigi Pirandello, con Salvo Randone (novembre 1975)
- Tramonto di Renato Simoni, con Salvo Randone (novembre 1977)
- Non ti conosco più di Aldo De Benedetti, con Renato Rascel (dicembre 1977)
- Gallina vecchia di Augusto Novelli, con Sarah Ferrati (novembre 1978)
- Le lacrime amare di Petra Von Kant di Rainer Werner Fassbinder, Piccolo Eliseo di Roma, 23 aprile 1979.
- Divorziamo! di Victorien Sardou, con Alberto Lionello, Piacenza, 29 ottobre 1984.
- Quattro è il numero perfetto di Ghiotto (aprile 1985)
- Ma non è una cosa seria di Luigi Pirandello, con Giuseppe Pambieri, Lia Tanzi (ottobre 1985)
- Cronaca di Leopoldo Trieste, Reggio Calabria, 28 novembre 1988.
- Interrogatorio della Contessa Maria di Aldo Palazzeschi, con Laura Marinoni, Danilo Nigrelli (settembre 1989)
- La porta sbagliata di Natalia Ginzburg, con Elena Croce, Pierluigi Misasi, Alexandra La Capria, Alfonso Liguori (luglio 1990)
- Il malinteso di Albert Camus, con Ileana Ghione, Angiolina Quinterno (febbraio 1992)
- Paese di mare di Natalia Ginsburg, con Danilo Nigrelli, Marina Biondi, Gaia Aprea, Alberto Rossi (agosto 1992)
- La vita che ti diedi di Luigi Pirandello, con Ileana Ghione (febbraio 1998)
- Una serata con Peppino, con Rossella Falk, Mariano Rigillo, Gianna Piaz, Alfonso Liguori, Sandra Toffolatti (giugno 2007)

## Filmografia
- La donna della domenica, regia di Luigi Comencini (1975)

## Televisione
- Un paio di scarpe vecchie di Ugo Buzzolan, fase sperimentale della TV, trasmesso a dicembre 1953.
- Candida di George Bernard Shaw, con Giorgio Albertazzi, Arnoldo Foà e L. Solari, trasmessa il 6 gennaio 1954.
- Un uomo sull'acqua di Enrico Bassano, trasmesso a gennaio 1954.
- Invito al sogno di J. J. Bernard, trasmesso a febbraio 1954.
- Domenica d'un fidanzato di Ugo Buzzolan, con Giorgio De Lullo e Bianca Toccafondi, primo originale televisivo (1954)
- Il matrimonio di Nikolaj Gogol', trasmesso il 19 febbraio 1954.
- Spiritismo nell'antica casa di Ugo Buzzolan, con la compagnia dei Giovani, Giorgio De Lullo, Romolo Valli, Rossella Falk, Anna Maria Guarnieri e Elsa Albani, trasmesso a marzo 1954.
- Gli innamorati di Carlo Goldoni, trasmesso il 25 giugno 1954.
- Spettri di Henrik Ibsen, trasmesso il 28 ottobre 1954.
- Il mercante di Venezia di William Shakespeare, con Memo Benassi, Romolo Valli, Giorgio De Lullo, Anna Maria Guarnieri, Osvaldo Ruggieri, Valeria Valeri, Raoul Grassilli, Dina Sassoli, trasmesso il 29 luglio 1955.
- Assassinio nella cattedrale di T. S. Eliot, trasmesso il 19 agosto 1955.
- Come le foglie di Giacosa, con Giorgio Albertazzi, trasmesso a marzo 1955.
- Sulla via maestra di Anton Čechov, trasmesso a maggio 1955.
- Martina di Jean Jacque Bernard, trasmessa a luglio 1955.
- Spettri di Henrik Ibsen, con Giorgio Albertazzi e Diana Torrieri, trasmesso a ottobre 1955.
- Lorenzaccio di Alfred De Musset, con Giorgio Albertazzi, Diana Torrieri ed Elena Zareschi, trasmesso a novembre 1955.
- Vita col padre di Lindsay e Crouse, con Rina Morelli e Paolo Stoppa, trasmesso a dicembre 1956.
- Il gabbiano di Anton Čechov, con Sarah Ferrati, Lea Padovani, Edda Albertini, Gianni Santuccio, A. Pierfederici, trasmesso a febbraio 1957.
- Ifigenia in Tauride di Euripide, co-regia con Orazio Costa, trasmesso ad agosto 1957.
- Tessa di Jean Giraudoux, trasmessa a dicembre 1957.
- Questa mia donna di Camillo Federici, con Luca Ronconi e Anna Maria Ferrero, trasmesso a marzo 1958.
- Leocadia di Anouilh, con Andreina Pagnani, Virna Lisi e Giorgio De Lullo, trasmessa a maggio 1958.
- L'importanza di essere Franco di Oscar Wilde, con Sergio Tofano, Tino Carraro, Lia Zoppelli, Fulvia Mammi e Vittorio Congia, trasmesso ad agosto 1958.
- L'altra madre di Giuseppe Marotta, con Evi Maltagliati, trasmessa a ottobre 1958.
- Le divine, con Vittorio Caprioli, Franca Valeri e Monica Vitti, trasmessa a febbraio 1959.
- Giovanna di Lorena di Maxwell Anderson, con Rossella Falk e Massimo Girotti, Vittorio Congia, trasmessa a ottobre 1959.
- Il costruttore Sollness di Henrik Ibsen, con Massimo Girotti ed Elena Da Venezia, trasmesso il 1º aprile 1960.
- Il gabbiano di Anton Čechov, con Andreina Pagnani, Gianni Santuccio, Valeria Moriconi, Giuliana Lojodice, Giulio Bosetti, trasmesso il 1º luglio 1960.
- La professione della Signora Warren di George Bernard Shaw, con Andreina Pagnani, Sergio Fantoni, Valentina Fortunato, trasmessa a marzo 1961.
- Graziella di Alphonse de Lamartine, con Corrado Pani, Ilaria Occhini, Luca Ronconi, trasmessa ad aprile 1961.
- Il ballo dei ladri di Anouilh, trasmesso a marzo 1962.
- La conversione del Capitano Brassbound di George Bernard Shaw, trasmesso a maggio 1962.
- Cocktail party di T. S. Eliot, con Renzo Ricci, Mercedes Brignone, Sergio Fantoni, Valentina Fortunato, trasmesso a settembre 1962.
- Atalia di Jean Racine, con Massimo Girotti, Lilla Brignone, Anna Miserocchi, Glauco Mauri, Alberto Lupo, trasmesso ad aprile 1963.
- Il mondo sconosciuto di Henry Denker, Valeria Moriconi, Giulio Bosetti, trasmesso a luglio 1963
- Vita di Giuseppe Verdi, con Sergio Fantoni, Valeria Valeri, Rossella Falk, Giorgio De Lullo, trasmesso a settembre 1963.
- Il potere e la gloria di Graham Greene, Aroldo Tieri, Luigi Vannucchi, Renzo Palmer, trasmesso a marzo 1965.
- Orestea di Eschilo, con Sarah Ferrati, Lilla Brignone, Edmonda Aldini, Anna Miserocchi, Ave Ninchi, Ivo Garrani, Giulio Bosetti, Osvaldo Ruggieri, Carlo Reali, trasmesso a settembre 1965.
- Donna Rosita nubile di Federico Garcia Lorca, con Marina Dolfin, trasmessa il 15 ottobre 1965.
- Bello di papà di Giuseppe Marotta e Belisario Randone, trasmesso il 21 ottobre 1965.
- Il ministro a riposo di T. S. Eliot, con Tino Carraro, Andreina Pagnani, trasmesso ad aprile 1966.
- Amarsi male di Francois Mauriac, con Aroldo Tieri, Giuliana Lojodice, trasmesso a dicembre 1966.
- Leocadia di Anouilh, con Andreina Pagnani, Warner Bentivegna, Giuliana Lojodice, trasmesso a febbraio 1967.
- Un pesciolino nella vasca, con Gianrico Tedeschi, Marina Bonfigli, trasmesso a luglio 1967.
- Gallina vecchia di Augusto Novelli, con Sarah Ferrati, Renzo Montagnani, Franco Scandurra, trasmessa a settembre 1967.
- Otto donne di Robert Thomas, trasmessa a settembre 1968.
- Cocktail party di T. S. Eliot, con Lilla Brignone, Gianni Santuccio, Nando Gazzolo, Ileana Ghione (1969)
- Il giardino dei ciliegi di Anton Čechov, con Andreina Pagnani, Tino Carraro, Anna Miserocchi, Franco Sportelli, Renato De Carmine, Gastone Moschin, trasmesso a maggio 1969.
- Il principe addormentato di Terence Rattigan, con Alberto Lupo, Valeria Moriconi, Lia Zoppelli, trasmesso a novembre 1969.
- Per te amore mio di Lunardi, con Valentina Cortese, Osvaldo Ruggieri, trasmesso ad aprile 1970.
- La IV sedia di Tonino Guerra, trasmesso a giugno 1970.
- Qualcuno bussa alla porta, episodio: La quarta sedia, con Aroldo Tieri, Giuliana Lojodice, trasmesso a gennaio 1971.
- Dieci minuti di alibi di Anthony Armstrong, con Paolo Scalondro, Gianna Giachetti, trasmesso a gennaio 1971.
- Sorelle Materassi di Aldo Palazzeschi, con Sarah Ferrati, Rina Morelli, Nora Ricci, Ave Ninchi, Giuseppe Pambieri (1972)
- Sì, vendetta... di Franca Valeri, con Franca Valeri e Vittorio Caprioli – miniserie, trasmessa ad agosto 1974.
- Gorgonio di Tullio Pinelli, con Alfredo Bianchini, trasmesso a settembre 1974.
- Il commissario De Vincenzi, dai romanzi gialli di Augusto De Angelis, con Paolo Stoppa, Anna Maria Guarnieri, Rina Morelli, Ilaria Occhini, Gianna Giachetti, Renzo Palmer, Vittorio Congia, Warner Bentivegna, Elena Croce – miniserie (1976)
- Stenterello a Tunisi, con Alfredo Bianchini, Gianna Giachetti, Vittorio Congia, trasmesso a gennaio 1975.
- Le più grandiose dimore di Eugene O'Neil, con Gabriele Lavia, trasmesso a marzo 1975.
- Una serata con Campanile, trasmesso ad aprile 1975.
- Seconda serata con Campanile, trasmesso a dicembre 1975.
- Ginevra degli Almieri, con Alfredo Bianchini, Gianna Giachetti, Vittorio Congia (1975)
- Il giudice di John Galsworthy, trasmesso ad aprile 1977.
- Un lungo grido di libertà, da Mariana Pineda di Federico Garcia Lorca, trasmesso il 22 febbraio 1978.
- In memoria di una signora amica di Giuseppe Patroni Griffi, con Lilla Brignone, Massimo Ranieri, Pupella Maggio, trasmessa il 28 settembre 1978.
- La Velia di Bruno Cicognani, con Pamela Villoresi, Franco Graziosi, 4 puntate trasmesse dal 9 al 30 gennaio 1980.[4]
- La tela del ragno di Agatha Christie, con Monica Guerritore, trasmessa il 20 maggio 1980.
- Serata in onore di Lilla Brignone, trasmessa a maggio 1980.
- Ritratto d'ignoto di Diego Fabbri, con Ugo Pagliai, Antonio Pierfederici, Paola Gassmann, Elena Croce, Carlo Reali, trasmesso il 18 aprile 1981.
- Il caso Murri, sceneggiatura di Fabio Pintorru, 5 puntate, trasmesse dal 5 al 19 maggio 1982.
- Il folle amore ovvero La prima sorpresa di André Roussin, trasmesso il 3 ottobre 1982.
- Sinceramente bugiardi di Alan Ayckbourn, trasmesso il 31 ottobre 1982.
- Invito al castello di Jean Anouilh, con Laura Marinoni, Elena Sofia Ricci, Pierluigi Misasi, Alfredo Bianchini, Giovanni Crippa (1983)
- Quando la luna è blu di Hugh F. Herbert, con Ugo Pagliai, Laura Marinoni, Pierluigi Misasi (1983)

## Lirica
- Orlando di Handel, per il Maggio Fiorentino (giugno 1959)
- Il mondo della luna di Giovanni Paisiello, Teatro di Corte del Palazzo Reale di Napoli (ottobre 1966)
- Festa Monteverdiana, per il Maggio Fiorentino, Salone dei Cinquecento di Palazzo Vecchio di Firenze (maggio 1967)
- Boccaccio di Franz von Suppé, con Fedora Barbieri, Teatro comunale di Firenze (gennaio 1970)
- La Traviata di Giuseppe Verdi, Teatro dell'Opera di Roma (marzo 1972)

## Radio
- La miliardaria di George Bernard Shaw, con Sarah Ferrati e Giulia Lazzarini (aprile 1956)
- Il generale del diavolo di Carl Zuckmayer (maggio 1956)
- L'Angelo di Caino di Luigi Santucci (aprile 1957)
- Così va il mondo di William Congreve (giugno 1958)
- Il cavallo di Troia di Christopher Morley, con la compagnia dei Giovani (febbraio 1959)
- Il tacchino di Mark Twain (marzo 1959)
- Elettra di Hugo von Hofmannsthal, con Rossella Falk (maggio 1959)
- Nozze di sangue di Federico García Lorca, con Ave Ninchi e Valeria Moriconi (maggio 1960)
- Macbeth di William Shakespeare, con Salvo Randone e Lilla Brignone (giugno 1960)
- La Signora delle camelie di Alexandre Dumas, con Lilla Brignone, Giorgio de Lullo, Vittorio Congia (giugno 1960)
- Così è se vi pare di Luigi Pirandello (gennaio 1961)
- Don Giovanni di Molière, con Giorgio De Lullo, Romolo Valli (gennaio 1961)
- Un vecchio al sole di Massimo Dursi (febbraio 1961)
- Invito al castello di Jean Anouilh (febbraio 1962)
- La farsa del signor Patalino (settembre 1964)
- Mirra di Vittorio Alfieri, con Elena Zareschi (novembre 1964)
- Recital di Elena Zareschi (dicembre 1964)
- Recital di Lilla Brignone (1965)
- La professione della Signora Warren di George Bernard Shaw, con Andreina Pagnani, Aroldo Tieri, Giuliana Lojodice (marzo 1967)
- Colloquio notturno con un uomo disprezzato di Friedrich Dürrenmatt, con Aroldo Tieri (luglio 1070)
- Teatro di mezz'ora, con Giuliana Lojodice (settembre 1970)
- Pianoforte sull'erba di Françoise Sagan, con Lilla Brignone (febbraio 1972)
- Teatro di mezz'ora, con Sarah Ferrati (febbraio 1972)
- La donna libera di Armand Salacrou (aprile 1974)
- Dopo Lidia di Terence Rattigan (marzo 1977)
- Gli esuli di James Joyce (agosto 1977)

## Accademia d'Arte Drammatica Silvio D'Amico
- 1980 saggio con scene da Così è se vi pare di Pirandello, Otello e Riccardo III di Shakespeare (allievi Sergio Rubini, Andrea Cavatorta, Massimo Venturiello, Isa Gallinelli).
- 1981 allievi Massimo Popolizio, Luca Zingaretti, Maria Paiato.
- 1982 allievi Laura Marinoni, Margherita Buy, Pierluigi Misasi, Orsetta De Rossi
- 1983 allievi Paolo Musìo, Marina Biondi, Paolo Giovannucci.
- 1985 saggio con scene da Manzoni, Alfieri, Tasso.
- 1985 saggio Un risveglio da un lungo sonno di S. Esenin
- 1986 saggio del II anno Venti personaggi in cerca di autore, testi vari da Pirandello.
- 1987 In casa degli Atridi, da Eschilo a O'Neil, con Alessandra Acciai, Alfonso Liguori, Giuseppe Bisogno, Martino D'Amico, Mario Podeschi
- 1988 saggio del II anno Antigone - Labdacidi in Cadmèi con Francesco Siciliano, Alexandra La Capria, Alberto Rossi, Francesco Biscione, Cristiana Cornelio.
- 1989 saggio Non c'è bisogno di un letto per fare l'amore (scene d'amore dal teatro classico al contemporaneo), con Lorenza Indovina, Fabrizio Gifuni, Luigi Lo Cascio, Alessio Boni, Pierfrancesco Favino
- 1990 Serata moraviana
- 1991 saggio del III anno Riunione di Famiglia, di T. S. Eliot
- 1991 Amor barocco
- 1992 saggio del I anno Orfeo, di Maricla Boggio, con Gaia Aprea
- 1993 saggio del II anno Perché all'amore non si risponde con l'amore? da Checov
- 1994 saggio del III anno Shakespeare o delle ambiguità, da Shakespeare
- 1995 saggio del II anno Amore senza amore, scene di amore non corrisposto o impossibile nel teatro, con Claudio Gioé
- 1996 saggio del III anno Nobelissimo, scene da Pirandello, Shaw, O'Neil
- 1997 saggio del I anno Serata Ginsburg, da Ginsburg
- 1998 saggio del III anno Assassinio nella cattedrale, di T. S. Eliot
- 2000 saggio del II anno Agamennone di Eschilo
- 2001 saggio del III anno Recitare italiano 1870-1970, prima, durante e dopo Pirandello attraverso due guerre mondiali
- 2003 saggio Ernesto Rossi - No al fascismo, vari testi antifascisti, anche di autori classici
- 2003 saggio del II anno Crimini e misfatti, testi vari
- 2005 saggio del II anno Checoviana, da Checov
- 2006 saggio del III anno, C'era una volta l'America (che abbiamo amato), da autori americani dagli anni '20 ai '70
- 2008 Se Amleto avesse potuto, una prova dell'Amleto diretta da Amleto stesso
- 2009 Passeggiata in versi
- 2010 Passeggiata in versi n° 2